# Glypta verticalis
Glypta verticalis är en stekelart som beskrevs av Dasch 1988. Glypta verticalis ingår i släktet Glypta och familjen brokparasitsteklar. Inga underarter finns listade i Catalogue of Life.